# Federica Angeli
Pour les articles homonymes, voir Angeli.
Federica Angeli (née le 20 octobre 1975 à Rome) est une journaliste italienne.
Connue pour son engagement dans la lutte contre le phénomène de la mafia à Rome, elle a reçu de nombreux prix et récompenses au niveau européen,.

## Biographie
Née à Rome en 1975, elle a obtenu son diplôme à l’université de Rome « La Sapienza  » en 2003.
Menacée de mort, depuis le 17 juillet 2013, Federica Angeli vit sous escorte permanente. Le 21 décembre 2015, le président Sergio Mattarella lui a attribué le titre d'officier de l'ordre du Mérite de la République italienne pour son engagement dans la lutte contre la mafia.